# 카를로마누스 2세

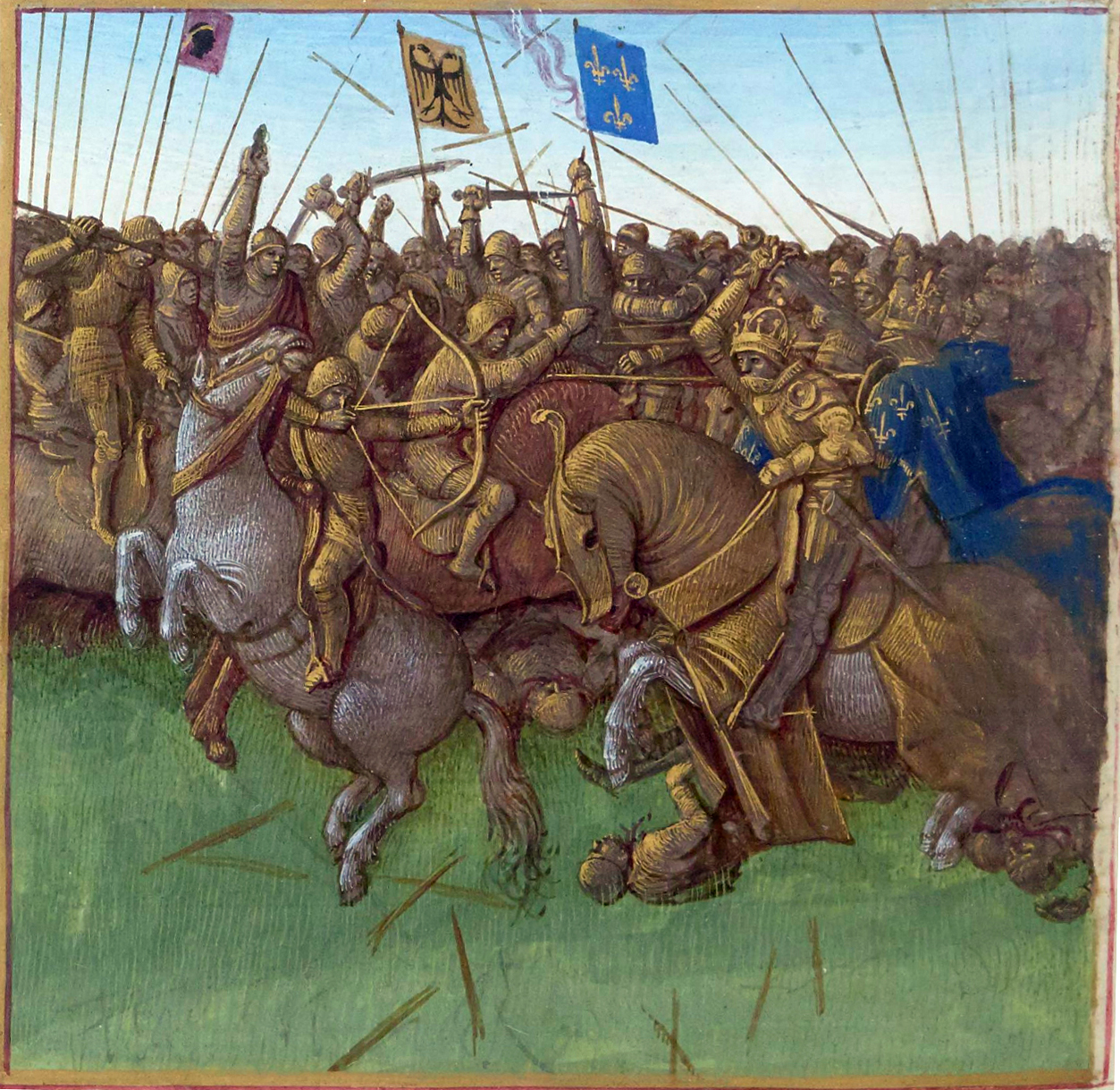
루도비쿠스 3세와 카를로마누스 2세가 빈에서 바이킹족을 무찌르는 전투 장면 (15세기, 프랑스국립도서관 소장)

카를로마누스 2세(Carlomanus II, 864년/866년 경 – 884년 12월 12일)은 서 프랑크 왕국의 왕이자 아키텐, 부르고뉴의 군주로, 서프랑크와 아키텐의 왕 루도비쿠스 2세 발부스의 아들이자 루도비쿠스 3세의 동생이다. 아버지가 879년 죽자, 형 루도비쿠스 3세와 함께 공동으로 왕이 되었다. 카롤링거 왕조의 일원으로 샤를마뉴의 4대 손이다.
879년 부왕 루도비쿠스 2세 발부스의 사후, 공동 국왕으로 즉위하였으며, 880년 아미엥에서 영토를 분할하여 루도비쿠스 3세는 부르고뉴와 아키텐 지역을 차지하였다. 882년 형 루도비쿠스 3세가 사망하면서 네우스트리아와 일드프랑스도 병합하였다. 884년 겨울 카를로마누스 2세는 오트노르망디의 레장들리(Les Andelys)에서 사냥을 하다가 사고로 죽었다. 사망 당시 적자가 없었고, 배다른 동생 샤를 3세 생쁠도 나이가 어렸으므로 동프랑크 왕국의 비만왕 카롤루스 3세 크라수스가 서프랑크 왕국의 왕위를 계승하였다.

## 생애

### 생애 초반

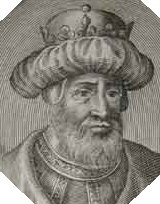
아버지 루도비쿠스 2세 발부스

서프랑크 왕국의 국왕이자 프로방스의 왕, 아키텐의 왕인 루도비쿠스 2세 발부스와 그의 첫 부인인 부르고뉴 백작 아르뒤노 드 부르고뉴(Arduino de Borgundy)와 비셈베르가(Wisemberg)의 딸 안스가르드(Ansgarde)의 셋째 아들로, 864년 또는 866년에 태어났다. 그가 태어날 무렵 아버지 말더듬이 루이는 아키텐의 왕이었다. 루도비쿠스 3세는 그의 친형이었고, 유복자인 카롤루스 3세 심플렉스는 그의 이복 동생이었다.
카를로마누스 2세는 그의 할아버지 카롤루스 2세 칼부스의 통치기간 중에 태어났으나, 레기노(Regino)에 의하면 할아버지 카롤루스 2세 칼부스는 안스가르드의 집안이 지위가 낮아 며느리로 받아들이길 거부했다. 루도비쿠스 3세의 할아버지 카롤루스 2세 칼부스는 그의 부모 루도비쿠스 2세 발부스와 안스가르드의 결혼을 반대했고, 루도비쿠스 2세와 안스가르드는 862년 12월 비밀리에 결혼하였다. 루도비쿠스 3세가 태어나고 누나 기셀라가 태어난 뒤에 카를로마누스 2세가 태어났다.
정확한 생일은 전하지 않지만 864년 또는 866년 경에 태어난 카를로마누스 2세는 다른 형제들과 함께 당분간 비밀리에 양육되었다. 루도비쿠스 3세, 기셀라, 카를로마누스 2세, 그리고 두 명의 여동생 힐데가르트, 에르망가르트가 연이어 태어났다. 그러나 875년 루도비쿠스 2세와 안스가르드의 동거는 할아버지 대머리 카를에게 발각되었고, 카롤루스 2세 칼부스는 루도비쿠스 2세에게 안스가르드와의 이혼을 명령했다. 카를로마누스 2세와 루도비쿠스 3세 및 형제자매는 아키텐에서 내쳐졌다. 그리고 아버지 루도비쿠스 2세 발부스는 프리울리 후작이자 파리 백작의 딸 아델라이드 드 프리울리와 결혼하게 된다.

### 소년 시절

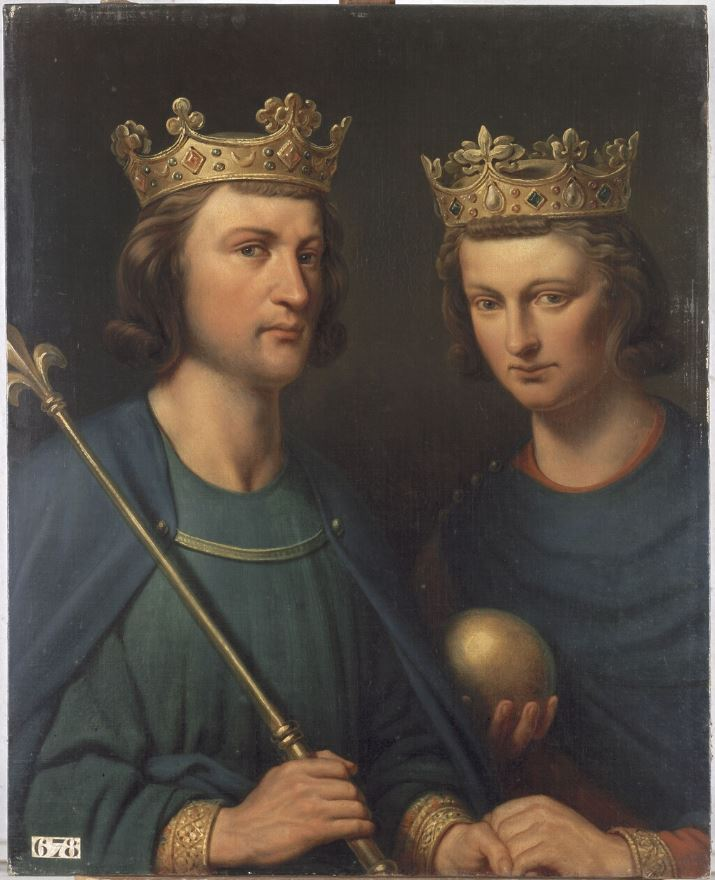
샤를 루이 드 슈타우벤 작 루이와 샤를로망 형제, 1837년작

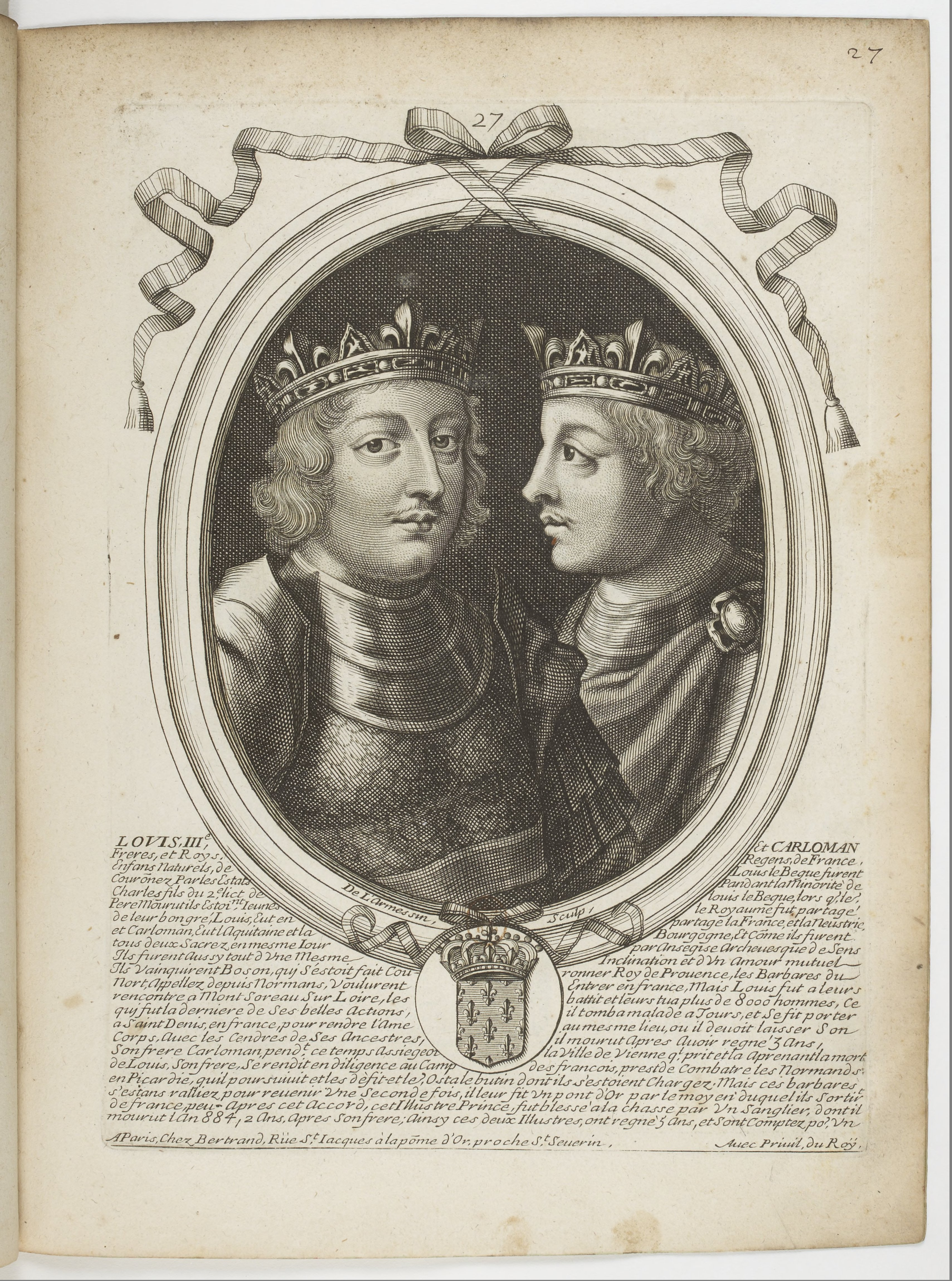
루도비쿠스 3세(좌)와 카를로마누스 2세(우) 형제, 1690년작

877년 할아버지 카롤루스 2세 칼부스가 죽고 아버지 루도비쿠스 2세 발부스가 왕이 되면서 루도비쿠스와 카를로마누스 형제는 정식 왕자로 공인받았다. 카를로마누스는 특별히 아버지 루도비쿠스 2세 발부스가 초빙한 베르기의 테오도리히를 가정교사로 초빙하여 그로부터 교육을 받았다. 878년 8월 7일 아버지 루도비쿠스 2세 발부스는 교황 요한네스 8세를 설득하여 안스가르데와의 이혼을 무효화시키고 두 아들을 적자로 공인받게 했다. 그러나 아버지 루도비쿠스 2세 역시 재위 2년만에 사망했다.
879년 4월 10일 아버지 루도비쿠스 2세의 사후, 고즐린 수도원장 위그, 베른하르트 드 오베르뉴나 보소 5세 등 몇몇 귀족들은 루도비쿠스 3세에게 왕위를 한 명에게 주어야 한다고 주장했고, 일각에서는 카를로마누스를 지지했다. 이로 인해 논쟁이 있었지만, 879년 9월 루도비쿠스와 카를로마누스는 공동 왕으로 지정되었다. 루도비쿠스 2세의 사망 소식이 전해지자, 이미 로렌 지역을 확보했던 동프랑크 왕국의 루도비쿠스 3세 청년왕이 쳐들어왔고, 루도비쿠스와 카를로마누스는 동프랑크의 루도비쿠스 청년왕을 격퇴하였다. 아버지 루도비쿠스 2세가 일찍 사망하면서 귀족들이 그의 두 아들 중 누구를 국왕으로 선출하느냐를 놓고 논쟁을 벌이다가, 서프랑크는 국왕을 선출하는 방법이 정착되었다. 이로서 국왕 및 차기 왕위 계승자는 국왕을 선출하는 귀족, 제후들의 영향을 받게 되었다. 그들의 법적 지위에 논란이있었지만 두사람은 왕국을 공동으로 통치하는 것을 승인받았다.

### 아키텐과 부르고뉴의 군주

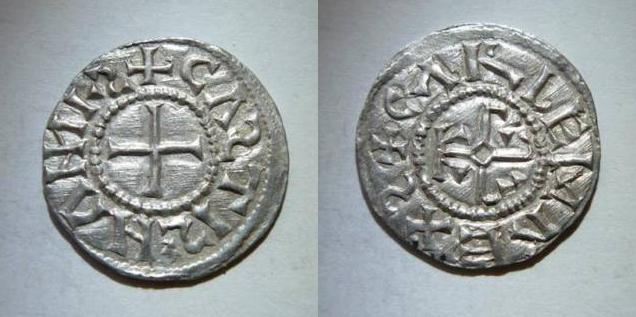
카를로마누스 2세 시대의 데나리온 동전

즉위 초 카를로마누스 2세와 루도비쿠스 3세 형제는 안스가르드가 루도비쿠스 2세의 정비이고 첫 아내임을 확정했다. 동시에 카를로마누스 2세, 루도비쿠스 3세 형제와 어머니 안스가르데는 루도비쿠스 2세의 계비인 아델라이드 드 프리울리가 간통했다고 비난했다. 당시 임신중이었던 아델라이드 드 프리울리는 왕궁에서 쫓겨났다. 카를로마누스 2세와 루도비쿠스 3세는 랭스 대주교 힝크마르(Hincmar)를 통해 어머니 안스가르드가 루도비쿠스 2세의 정실 부인임을 대내외에 선포하고 875년의 이혼은 잘못된 조치라고 번복하였다. 정통성 문제를 정리한 후 카를로마누스 2세는 생드니 근처 고즐린 수도원에서 기름부음의식을 받고, 왕으로 즉위하였다. 그러나 동프랑크 왕국의 청년 루트비히가 쳐들어와 왕관을 강탈해갔다. 루도비쿠스 청년왕은 카를로마누스 2세와 루도비쿠스 3세에게 항복을 종용했고, 루도비쿠스 3세와 카를로마누스 2세 형제가 항복을 선언하자 왕관을 되돌려주었다.
880년 아미엥에서 아버지의 영토를 나누어 가졌고 공동으로 통치했는데 카를로마누스 2세는 아키텐과 셉티마니아, 부르고뉴를 받았다. 카를로마누스 2세와 루도비쿠스 3세는 로트링겐(로렌)은 공동 영역으로 남겨두었는데, 귀족들의 도움을 얻어 로트링겐의 상속권을 주장하는 위그를 물리쳤다.카를로마누스 2세는 즉위 초반 아키텐과 부르고뉴의 유력 호족이었던 로고니덴 가문 사람들을 자문으로 삼았다. 카를로마누스 2세는 형 루도비쿠스 3세가 북부 해안가로 쳐들어오는 노르만족과 싸울 때 옆에서 지원하였다. 879년에는 직접 군사를 이끌고 "위대한 이교도 군대"를 플랑드르에서 격퇴하였다.
880년 봄 카를로마누스 2세는 자신의 영토를 침략한 동프랑크와 작센의 군주 청년 루트비히의 군대를 벨기에 서부 샤를루아에서 물리쳤다.
880년 2월 서프랑크의 카를로마누스 2세와 형 루도비쿠스 3세, 동프랑크의 청년 루도비쿠스는 연합하여 왈롱의 샤를루아까지 내려온 바이킹을 상대로 교전하였다. 여기서 서프랑크의 루도비쿠스 3세와 카를로마누스, 동프랑크의 청년 루도비쿠스 3세 연합군은 바이킹을 격퇴하고 5천 명의 바이킹을 사살하는데 성공한다.(→티에몽 전투(880년 2월))
880년 9월 21일 또는 그해 3월 22일 이탈리아의 카를로만 3세가 죽자, 티에몽 전투를 계기로 로트링겐의 영유권을 놓고 동프랑크 왕국 작센의 청년 루트비히 3세가 로트링겐을 요구해왔다. 청년 루트비히는 870년의 메르센 조약은 불법이라며 로트링겐을 요구해왔다. 작센의 루트비히와 갈등하던 중, 카를로마누스 2세와 루도비쿠스 3세 형제는 루트비히 3세와 함께 리베몽에서 조약 체결에 서명하였다. 청년 루트비히 3세는 카롤루스 2세 칼부스가 로렌 영토를 불법으로 점유했고, 메르센 조약이 잘못 체결된 조약이라며 반환을 강요했다. 바이킹족을 상대해야 했던 그의 형 루도비쿠스 3세는 전쟁을 피하려 했고, 결국 서프랑크가 차지한 로트링겐의 영토는 독일의 청년 루트비히 3세에게로 넘어갔다.

### 왕국 재통일 및 단독 군주
그러나 프로방스의 보소 공작이 두 형제에 대한 충성 맹약을 깨고 부르고뉴의 왕으로 칭하고 나섰고, 880년 여름 카를로마누스 2세는 보소와의 전쟁을 위해 출정하였다. 곧바로 카를로마누스 2세는 루도비쿠스 3세, 동프랑크 왕국의 카롤루스 3세에게 도움을 청했다. 카를로마누스 2세와 루도비쿠스 3세 형제 및 카롤루스 3세는 함께 보소에 대항하여 싸웠다. 카를로마누스 2세의 군대는 보소의 영지인 마콘의 북쪽 영역을 점령했다. 두 형제는 사람을 더 모아 삼촌인 카롤루스 3세 크라수스의 군대와 연합하여 880년 8월 마콘을 쳐들어가 880년 8월에서 11월 빈에서 공성전을 벌였으나 8월 마콘만을 획득하고 결국 실패했다. 882년 여름에 오툉 백작 리샤르의 도움으로 비엔나를 겨우 탈환되고, 보소의 아내 이르밍가르트와 그의 아들 맹인왕 루도비쿠스 3세 카에쿠스를 사로잡았으며, 보소 5세는 비엔나에 감금되었다.

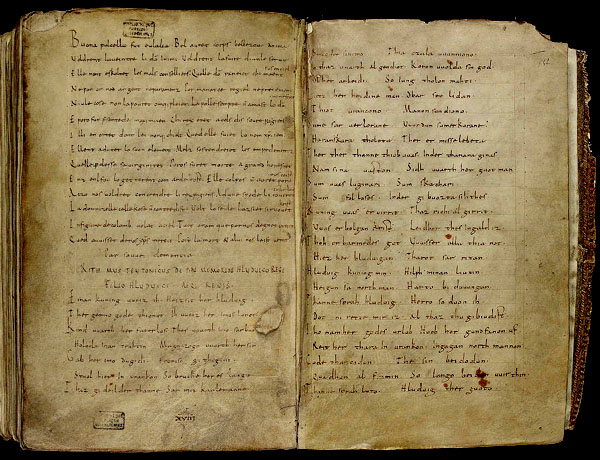
사우코 앙 비우 전투에서의 승리를 두 페이지에 적은 저지독일어로 된 책자 (9세기 후반경)

881년 여름 바이킹 족이 왕국으로 쳐들어왔다. 이들은 전년도인 880년 2월부터 캉브레 주변을 악탈하다가 11월 12일 캉브레 근처 티에몬 전투(Battle of Thimeon)에서 동프랑크의 청년왕 루트비히에게 크게 패하고 돌아갔다가, 다시 보복차원에서 서프랑크 왕국으로 진로를 바꿔서 쳐들어왔다. 881년 8월 3일 형 서프랑크의 루도비쿠스 3세와 함께 직접 출정, 아베빌 서쪽 10마일에 있는 사우코 앙 비우(Saucourt-en-Vimeu)에서 바이킹족을 격퇴하는데 성공하였다. 루도비쿠스 3세와 카를로마누스 2세의 연합 협공으로 이 전쟁에서 8천 명의 바이킹을 몰살시키는 전과를 얻었다. 그러나 노르만족은 우회하여 솜강 근처 아브빌 지역과 강 둑을 따라서 루아르를 습격하였다. 882년, 그는 형 루도비쿠스 3세와 함께 이교도인 바이킹 해적을 상대로 큰 승리를 거두었는데 이 때의 전투는 게르만 구전문학으로 칭송되었다.
882년에 와서 카를로마누스 2세와 형 루도비쿠스 3세는 왕국의 나머지 영토를 서로 단독으로 차지하려 했고 갈등했다. 그러나 882년 8월 5일 형 루도비쿠스 3세가 후계자 없이 낙마 사고로 죽으면서 카를로마누스 2세는 유일한 왕이 되고, 형 루도비쿠스 3세의 영지를 흡수하였다. 그러나 왕국은 노르만족의 침입으로 매우 혼란하였고, 지역의 제후들과 영주들, 기사들은 반란과 반발을 기도했으며, 흉년과 기근까지 겹치면서 그의 권력은 불안정했다.

### 혼란과 최후

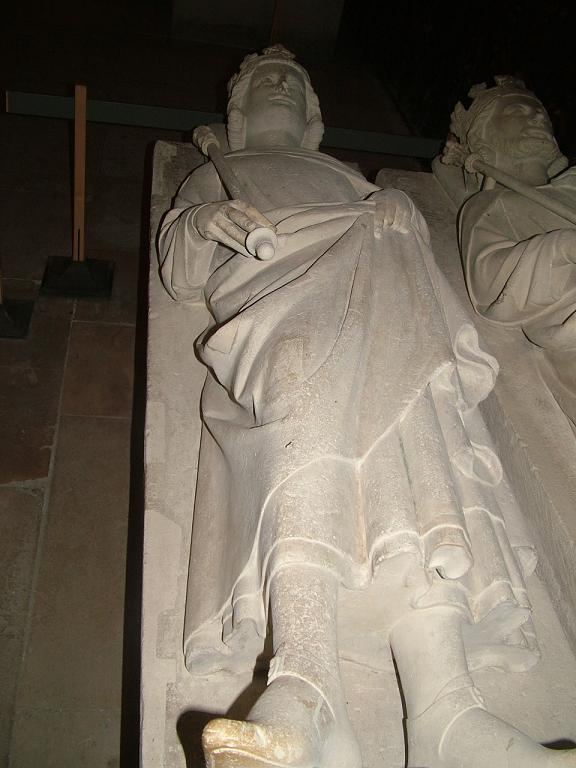
카를로마누스 2세의 석관

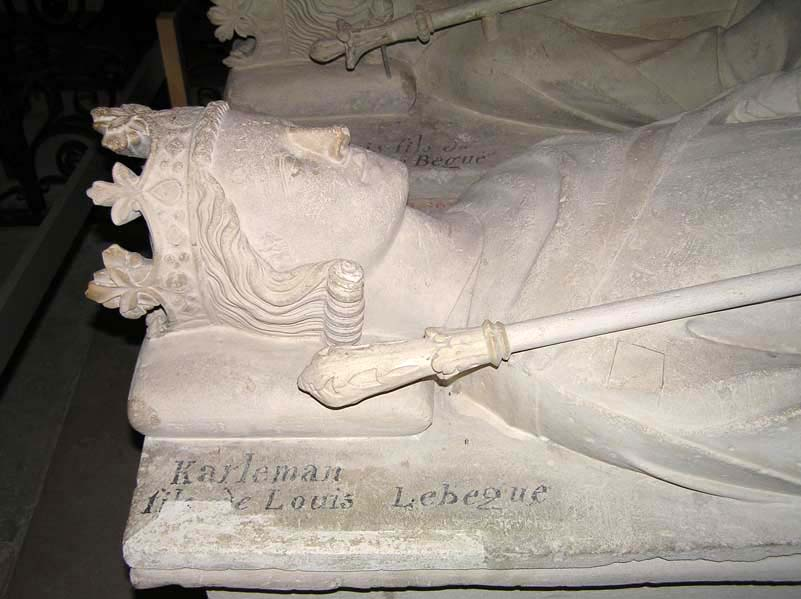
카를로마누스 2세의 석관

882년 노르만 족이 프리슬란트를 넘어 왕국의 북부를 휩쓸고 랭스 지역까지 쳐들어오자 랭스 대주교 힝크마르(Hincmar)를 시켜 격퇴하게 했지만, 힝크마르의 군대는 패배했고, 에페르네에서 패주했다. 882년 1월 20일 동프랑크의 루트비히 청년왕이 사망하자 카를로마누스 2세와 루도비쿠스 3세는 로트링겐을 되찾으려 한다. 노르만 족은 같은 해 다시 쳐들어왔는데, 그는 아시네를 쳐들어 온 노르만 족을 직접 격퇴했다. 882년 9월부터 카를로마누스 2세는 본격적으로 로트링겐(후일의 로렌)을 다시 회복하려 했지만 삼촌인 동프랑크 왕국의 카롤루스 3세 크라수스의 압력으로 무산되었다. 카를로마누스 2세는 이미 왕국을 통치하고 있었지만, 882년 11월 보름스의 제국 의회에 소환되어 카롤루스 3세 크라수스로부터 서프랑크 왕국 전체의 국왕으로 책봉되었다.
883년 초, 바이킹 족이 쉽게 아브빌까지 쳐들어오자 카를로마누스 2세는 이를 겨우 물리쳐서 쫓아냈지만, 884년 노르만족은 다시 솜강 주변에 나타나 약탈을 감행하였다. 노르만족은 아미엥에서 집단으로 천막을 치고 유숙하면서, 돈을 요구했다. 카를로마누스 2세는 꽁피에뉴에서 1만2천 데나리온 은화로 노르만족들을 매수하여 되돌려보냈다. 그러나 일부 바이킹족은 되돌아가지 않고 로렌 주변의 국경지대와 루벤 지역에서 천막을 치고 유숙하였다. 카를로마누스 2세의 치세기간 중 노르만족 해적들은 수시로 서프랑크의 해안가를 약탈했고, 결국 부르고뉴의 귀족들의 반란이 일어났다. 보소에게는 어린 딸이 있었고, 보소는 그에게 딸이 성년이 되면 결혼시키기로 약속했다. 그러나 보소와의 계약은 보소의 이른 죽음과 카를로마누스 2세의 이른 죽음으로 성사되지 못했다.
884년 12월 초, 카를로마누스 2세는 오트노르망디의 레장들리(Les Andelys)에 멧돼지 사냥을 나갔다가, 레 장들리의 베주(Bézu) 마을에서 우연히 그의 시종 베르톨드(Bertold)에 의해 사고로 부상당했다. 그는 884년 초의 바이킹족과의 전투 중에 부상을 입은 상태였다. 장 레들리에서 부상과 낙마사고를 당한 지 수일 후, 884년 12월 12일에 사고 후유증으로 죽었다. 사망 당시 카를로마누스 2세에게는 카롤루스라는 서자는 있었지만, 정식 결혼으로 얻은 적자는 없었다. 이복 동생 단순왕 샤를은 나이가 너무 어렸으므로 왕국은 삼촌인 신성 로마 제국 황제 카롤루스 3세 크라수스에게 넘어갔다. 이로서 일시적으로 샤를마뉴의 제국은 다시 짧은 시간 동안 명목상 통일된다.

### 사후
카를로마누스 2세는 죽기 직전 이름 미상의 첩에게서 아들 카롤루스를 얻었다. 그러나 카를로마누스 2세의 서계 가계 역시, 손자의 대에 이르러 후손을 남기지 못하고 죽음으로써 단절되고 만다. 그러나 노르만족의 침략으로 혼란에 처해있던 서프랑크의 귀족들은 카를로마누스 2세의 서자나 어린 동생 샤를 르 생쁠 대신 정치적 안정을 꾀하기 위해 카롤루스 3세 크라수스를 선택했다.
카를로마누스 2세의 시신은 파리 생드니 수도원의 1층 성소의 루도비쿠스 3세의 석관 왼편에 안치되었다. 형 루도비쿠스 3세의 석관은 그의 오른편에 안치되었고, 오른편 아래에는 피핀 3세, 왼편에는 피핀 3세의 왕비 랑의 베르트라다의 시신이 안치되어 있다.

## 가족 관계

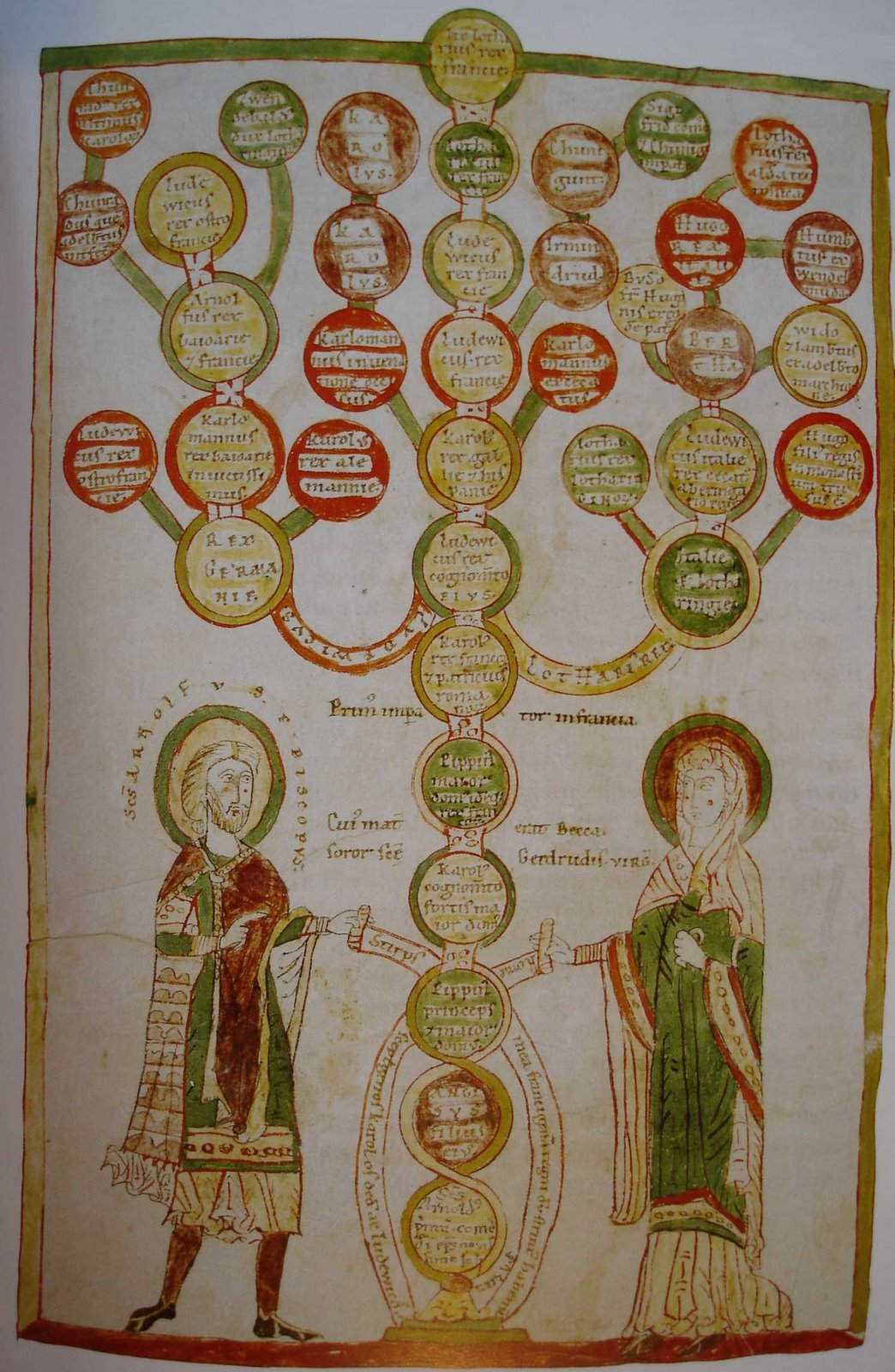
가운데가 카를 2세의 라인으로 가운데 가지의 세 번째 오른쪽이 카를로마누스 2세다. 카를로마누스 2세의 뒤로 아들 카롤루스와 손자 카롤루스가 있다.

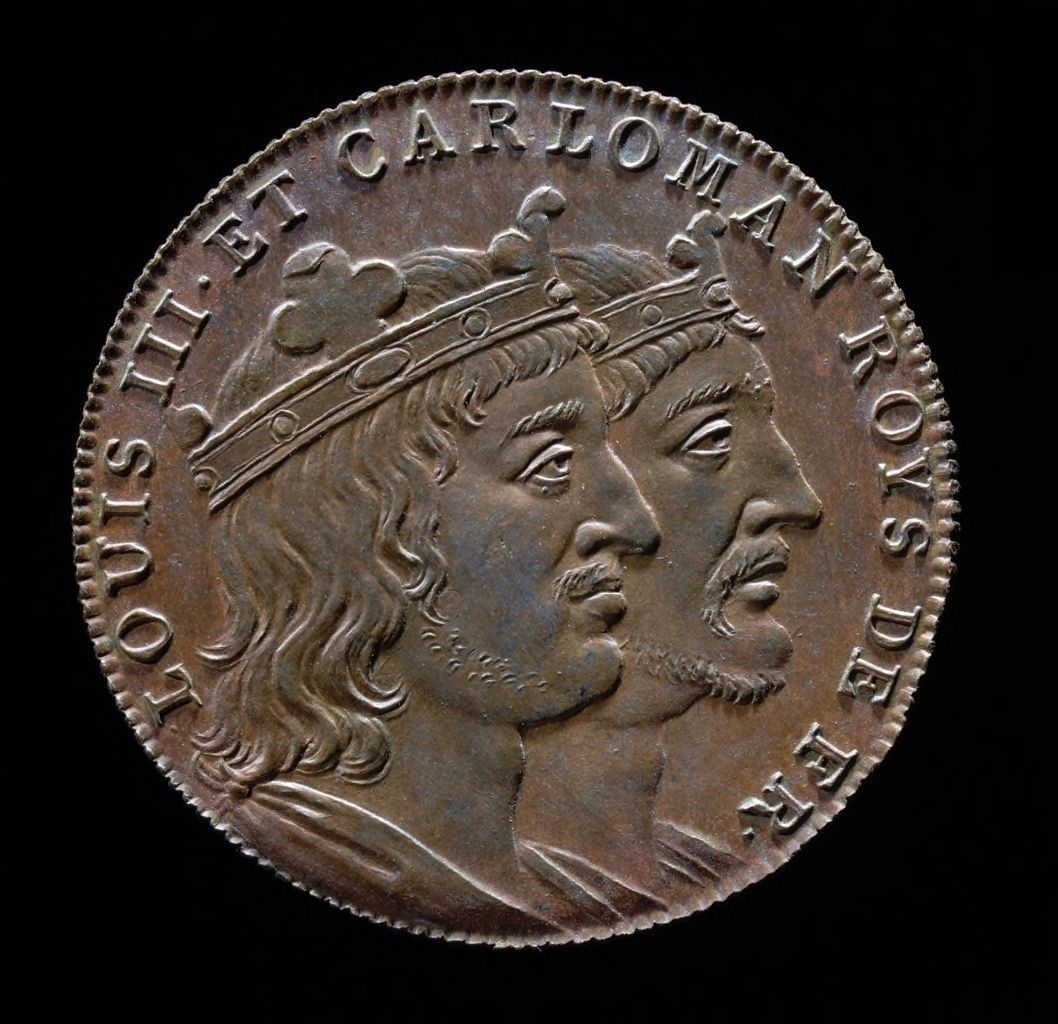
루도비쿠스 3세와 카를로마누스 2세가 있는 동전

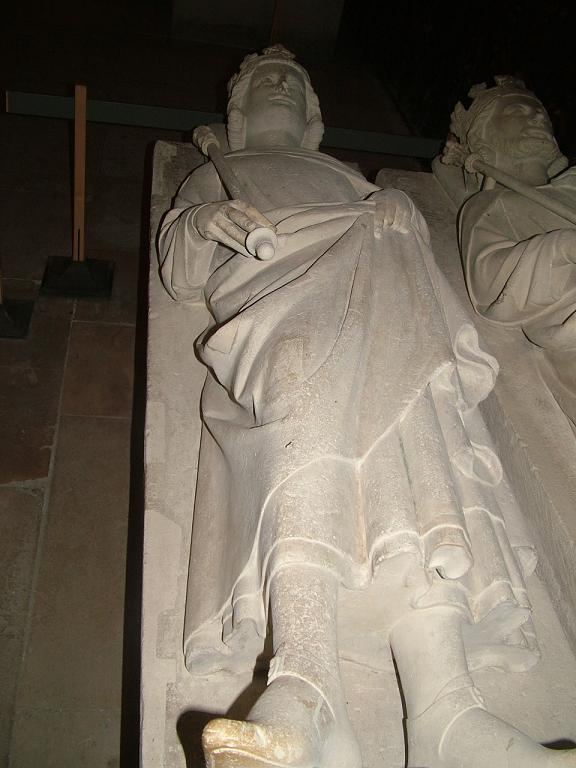
파리 생드니 대성당의 카를로마누스 2세와 루도비쿠스 3세 형제의 석관

- 할아버지 카롤루스 2세 칼부스
- 아버지 루도비쿠스 2세 발부스
- 어머니 부르고뉴의 앙스가르데
  - 형 루도비쿠스 3세
- 계모 이름 미상
- 계모 프리울리의 아델라이드
  - 이복 동생 카롤루스 3세 심플렉스
- 부인 이름 미상
  - 아들 카롤루스
    - 손자 카롤루스

## 같이 보기
- 루도비쿠스 3세
- 바이킹
- 보소
- 카롤루스 3세 크라수스